# Kybos rubrata
Kybos rubrata är en insektsart som först beskrevs av Delong och Davidson 1936.  Kybos rubrata ingår i släktet Kybos och familjen dvärgstritar. Inga underarter finns listade i Catalogue of Life.